# Niamh (mythologie)
 (signalé en juin 2025).
Si vous disposez d'ouvrages ou d'articles de référence ou si vous connaissez des sites web de qualité traitant du thème abordé ici, merci de compléter l'article en donnant les références utiles à sa vérifiabilité et en les liant à la section « Notes et références ».
- Archive Wikiwix
- Bing
- Cairn
- DuckDuckGo
- E. Universalis
- Gallica
- Google
- G. Books
- G. News
- G. Scholar
- Persée
- Qwant
- (zh) Baidu
- (ru) Yandex
- (wd) trouver des œuvres sur Wikidata

Pour les articles homonymes, voir Niamh.
 (octobre 2022).
Si vous disposez d'ouvrages ou d'articles de référence ou si vous connaissez des sites web de qualité traitant du thème abordé ici, merci de compléter l'article en donnant les références utiles à sa vérifiabilité et en les liant à la section « Notes et références ».

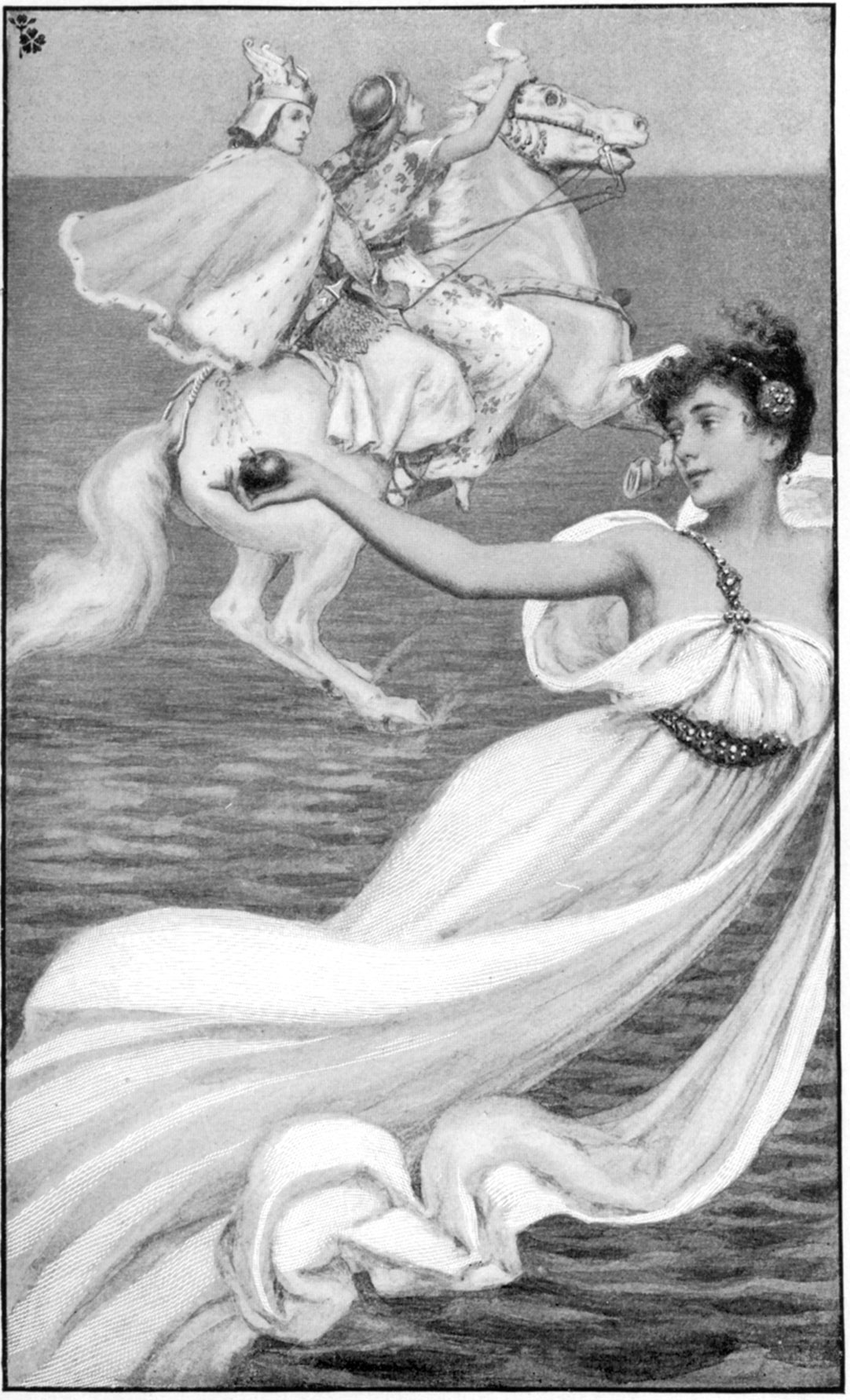
Oisín et Niamh en chemin vers Tír na nÓg, illustration de Albert Herter, 1899

Niamh (prononciation gaélique : [n̠ʲiəvˠ]) est, dans la mythologie celtique irlandaise, la fille de Manannan Mac Lir. Elle règne sur Tír na nÓg, traverse la mer de l'Ouest sur le fabuleux cheval Enbarr.
Un jour, Oisín a voulu explorer la lande avec les Fianna, des guerriers chasseurs. Alors qu'ils étaient à la chasse, ils ont soudain vu un spectacle extraordinaire: une belle jeune femme aux longs cheveux roux montait une jument blanche. Elle s'appelait Niamh et était la fille du roi de Tír na nÓg. Les yeux d'Oisin ont rencontré ceux de Niamh, et ils sont tombés amoureux. « Viens avec moi à Tír na nÓg », lui a-t-elle dit. C'est ainsi qu'ensemble, ils ont traversé la mer jusqu'à l'île, et qu'ils ont construit leur vie ensemble.
300 ans se sont écoulés, mais il semblait à Oisín que ce n'était qu'un seul jour. Personne à Tír na nÓg ne vieillissait ou ne tombait malade. Ils vivaient des moments de jeunesse remplis de bonheur.
En dépit de la beauté de la terre et de l'amour profond que Niamh et Oisín partageaient l'un pour l'autre, celui-ci se sentait seul. Il a alors dit à Niamh son désir de retourner en Irlande pour voir sa famille. Elle lui a prêté sa jument blanche, mais lui a dit que son pied ne devait pas toucher le sol de l'Irlande.  

## La fin de l'éternelle jeunesse
Dès qu'il fut arrivé, Oisín a vu combien l'Irlande avait changé. Sa famille et ses amis avaient disparu depuis longtemps. Oisín éprouvait tant de douleur qu'il oublia de prendre soin du beau cheval blanc.
Au moment de repartir vers Tír na nÓg, la jument a trébuché, Oisín a perdu l'équilibre et il est tombé à terre. Quelques instants plus tard, il était âgé de 300 ans.
Aujourd'hui, les pêcheurs et les gardiens de phare racontent encore cette histoire lorsque la lune est pleine, et ils voient un cheval blanc qui scintille dans les vagues le long des côtes de l'Irlande. Certains disent que la jeune fille aux cheveux roux cherche encore Oisín.
Le patrouilleur LÉ Niamh (P52) de la marine irlandaise tire son nom de Niamh.